# Шамрила Микола Пилипович
Микола Пилипович Шамрила (26 червня 1937, Давид-Городок, Польська Республіка) — український художник, графік. Проживає у місті Луцьку.

## Із життєпису
1957—1961 р.р — навчався у Вітебському художньо-графічному училищі.
1962—1979 р.р — навчався в Українському поліграфічному інституті імені Івана Федорова.
1987 р. — член Національної спілки художників України.
15 республіканських, регіональних та міжнародних художніх виставок, зокрема:
- 1973 р. — 4 Українська виставка естампа, Київ, Україна
- 1975 р. — міжнародна виставка «Книга-75», Москва, Росія
- 1980 р. — міжнародні виставки малої графіки Польща, Чехія, Німеччина, Бельгія, Італія, Англія.

5 персональних виставкок, зокрема:
- 1969 р. — Мінськ, Білорусь
- 1973 р. — Луцьк, Україна
- 1976 р. — Шльонск, Польща.